# Westside (Los Angeles)
Il Westside Los Angeles è una regione ad ovest della contea di Los Angeles, in California. Non ha dei confini definiti ma si estende per circa 262,31 km² (101,28 miglia²) e comprende 22 quartieri della città di Los Angeles, tre quartieri non incorporati e le quattro città di Beverly Hills, Culver City, Malibu e Santa Monica.
Al censimento del 2000 aveva una popolazione di 529.427 abitanti.

## Quartieri
Westside LA comprende i seguenti quartieri della città di Los Angeles
- Bel Air
- Beverly Crest
- Beverlywood
- Beverly Grove
- Brentwood
- Century City
- Del Rey
- Cheviot Hills
- Mar Vista
- Marina Peninsula
- Pacific Palisades
- La Cienega Heights
- Palms
- Pico-Robertson
- Playa del Rey
- Playa Vista
- Rancho Park
- Sawtelle
- Venice
- West Los Angeles
- Westchester
- Westwood